# Podróż na Tajemniczą Wyspę
Podróż na Tajemniczą Wyspę (ang. Journey 2: The Mysterious Island) – amerykański film przygodowy z 2012 roku stworzony na podstawie powieści Juliusza Verne’a Tajemnicza wyspa i innych. Film ten jest kontynuacją Podróży do wnętrza Ziemi.

## Obsada
| Postać | Aktor           | Polski dubbing     |
| --- | --------------- | ------------------ |
| Hank Parsons | Dwayne Johnson  | Krzysztof Banaszyk |
| Sean Anderson | Josh Hutcherson | Piotr Bajtlik      |
| Alexander | Michael Caine   | Zdzisław Wardejn   |
| Gabato | Luis Guzmán     | Piotr Pręgowski    |
| Kailani | Vanessa Hudgens | Dorota Furtak      |
| Liz Anderson | Kristin Davis   | Anna Gajewska      |
| Opracowanie i udźwiękowienie wersji polskiej: Studio Sonica Reżyseria: Piotr Kozłowski Tłumaczenie i dialogi: Tomasz Robaczewski Dźwięk i montaż: Agnieszka Stankowska Zgranie: Studio Mafilm Audio w Budapeszcie Kierownictwo produkcji: Agnieszka Kudelska, Olga Szlachcic W pozostałych rolach: Leszek Zduń, Piotr Kozłowski |                 |                    |